# Drosophila huayla
Drosophila huayla este o specie de muște din genul Drosophila, familia Drosophilidae, descrisă de Pilar, Pilares și Vasquez în anul 1988.
Este endemică în Peru. Conform Catalogue of Life specia Drosophila huayla nu are subspecii cunoscute.